# Lotte Bergstrøm
Lotte Bergstrøm (født 20. juni 1973) er en dansk skuespiller.
Bergstrøm er uddannet fra Statens Teaterskole i 1999.

## Filmografi
- Den attende (1996)
- En kærlighedshistorie (2001)
- Mørke (2005)

### Tv-serier
- Rejseholdet (2000-2003)
- Krøniken (2003-2006)
- Ørnen (2004)